# J. A. van Aalst
J. A. van Aalst (Namur, 1858. október 14. – 1914 után; kínai neve pinjin hangsúlyjelekkel: Ā Lǐsì; magyar népszerű: A Li-sze; kínaiul: 阿理嗣) belga vám- és postahivatalnok, író, sinológus, volapükista.

## Élete, munkássága
J. A. van Aalst a 19- század végén vám- és postahivatalnokként teljesített szolgálatot Kínában. Szabadidejében a kínai zenét tanulmányzta, s kutatási eredményeit közre is adta. A Turandot komponálásához Giacomo Puccini többek között J. A. van Aalst írását is felhasználta. Emellett lelkes volapükista is volt kínai–volapük szótárat is összeállított.

## Főbb művei
- 1888. Glamat cinänik-Volapük sa vödalised in nelijapük. Amoy
- 1888. Introduction to the universal language Volapük followed by a concise exposition of the principles of Grammar and by a collection of anecdotes, proverbs, &, with translations and annotations. Amoy: Marcal
- 1888. The universal language Volapük containing the principles of grammar and syntax and a vocabulary of 3.000 words. Amoy: Man-Shing.
- Aalst, J. A. van: Chinese Music